# Тихіше, будь ласка!
«Тихіше будь ласка!» (англ. Quiet Please!) — двадцять другий епізод з відомого мультсеріалу «Том і Джеррі». Епізод був гідний премії «Оскар» в 1945 році. Дата випуску: 22 грудня 1945 року.

## Сюжет
Бульдог Спайк намагається заснути, але йому заважають шум і гам погонь Тома і Джеррі. Спайк бере Тома за грудки і погрожує розправою, якщо знову почує шум.
Мишеня успішно провокує кота на погоні. Том летить за Джеррі, але той загрожує розбудити Спайка за допомогою ложки і пательні, але Том раптово вириває у нього з рук предмети. Джеррі витягує розетку. Том спотикається на шнурі і летить в стіл з келихами, але відштовхує стіл від себе в повітрі і замінює його подушкою.
Тільки Том встигає перевести дух, як бачить, що Джеррі готується вистрілити з рушниці. Кіт в розпачі затикає дуло двостволки пальцями, щоб заглушити звук пострілу — і після того, як Джеррі спустив курки. Раптом Том бачить, що Джеррі обрушує на підлогу високий годинник. Том встигає закрити вуха Спайка, щоб пес нічого не почув.
Після цього Джеррі скидає лампочки з полиці — одну за одною. Том дивним чином ловить їх усіма чотирма кінцівками і навіть своїм ротом. Джеррі засовує хвіст Тома в розетку і кіт запалюється. Мишеня підкладає під ноги кота ролики і той летить в Спайка. Пес прокидається від шуму розбитих лампочок, які впустив кіт, але Том присипляє пса, заспівавши колискову і напоївши його сильнодіючим снодійним.
В цей час Джеррі приносить барабан і стукає по ньому щосили, але пес не прокидається. Для демонстрації того, що снодійне діє, Том грає на галасливих інструментах біля пса, б'є того по голові і показує мишеняти порожній флакон з-під сильнодіючого снодійного. Джеррі бачить флакон і занурюється в депресію. Мишеня йде на кухню і пише свій заповіт, в якому зазначено, що мишеня віддає Тому все що у нього є — пиріг із заварним кремом. І Том отримує пиріг … в обличчя.
Погоня триває в повну силу, поки Том не зупиняється в жаху, побачивши гарчання Спайка. Хоча через кілька секунд виявляється, що Джеррі сховався під підборіддям Спайка, розтягнув його губи, оголив зуби та ворушив його мордою.
Тікаючи від Тома, Джеррі намагається розбудити Спайка, але знову безуспішно, так як снодійне ще діє. Мишеня бачить, як Том заносить над ним молоток, і тікає. Джеррі біжить до столу, дістає з-під нього величезний молот і «люб'язно» вручає його Тому замість маленького молотка. Том приймає «дар» в обмін на маленький молоток, але, перед тим, як кіт завдає удар великим молотом, Джеррі встигає вдарити його маленьким молотком по нозі.
Тома охоплює сильний страх, коли він бачить, що Джеррі підклав під Спайка великий динаміт з запаленим гнітом. Кот намагається витягнути динаміт з-під пса, але той прокидається (снодійне більше не діє) і приймається гарчати. Том посміхається Спайку, «делікатно» запихає вибухівку назад під тіло Спайка і тікає. Пес нічого не зрозумів, і динаміт вибухає. Розлючений, частково втративший шкуру Спайк, біжить за Томом, і за кадром б'є його. Після, побитий Том гойдає колиску зі Спайком. Джеррі теж спить в колисці, і вішає табличку «НЕ ТУРБУВАТИ».

## Факти
- Том рідко розмовляє. Але в цьому мультфільмі він навіть співає колискові. А також відомо що Том вірний своєму слову навіть якщо в цьому випадку залежить його доля.
- До цього Спайк був сторожовим псом, яких зазвичай у хату не пускають (про що йому говорила Мамочка-Два-Тапочка в серії The Dog Trouble). Однак в цій серії він знаходиться в приміщенні.
- В моменті, коли під Спайком вибухає динамітна шашка, після чого він позбувся шкури, видно татуювання з якорем. Це може говорити про службу Спайка на флоті.